# John Barleycorn Must Die
John Barleycorn Must Die är ett musikalbum av rockgruppen Traffic som lanserades i juli 1970. Traffic hade egentligen avsomnat redan 1968 och i början var detta tänkt att bli Steve Winwoods debutalbum som solartist. Men två av de tidigare medlemmarna i Traffic Chris Wood och Jim Capaldi blev snart inbjudna till inspelningarna och man beslöt ge ut albumet som gruppen Traffic. Skivan drar i flera låtar åt folkrock-hållet, särskilt tolkningen av den traditionella låten "John Barleycorn". "Empty Pages" släpptes som singel från albumet.

## Låtlista
(kompositör inom parentes)
1. "Glad" (Steve Winwood) - 6:32
2. "Freedom Rider" (Jim Capaldi/Winwood) - 6:20
3. "Empty Pages" (Capaldi/Winwood) - 4:47
4. "Stranger to Himself" (Capaldi/Winwood) - 4:02
5. "John Barleycorn" (Trad./Winwood) - 6:20
6. "Every Mother's Son" (Capaldi/Winwood) - 7:05

## Listplaceringar
- Billboard 200, USA: #5[1]
- UK Albums Chart, Storbritannien: #11[2]